# 薛爾比·米勒
薛爾比·查爾斯·米勒（英語：Shelby Charles Miller，1990年10月10日—），為美國職棒大聯盟的投手，目前效力於密爾瓦基釀酒人。他先前曾效力於紅雀、勇士、響尾蛇、遊騎兵、小熊、海盜、巨人、道奇與老虎等隊。

## 職業生涯

### 聖路易紅雀
2009年美國職棒大聯盟選秀，紅雀在首輪第19順位選進米勒。2012年9月5日，米勒登上大聯盟。他在初登板主投2局無失分，僅被敲出1支安打。9月16日，他拿下大聯盟首勝。
10月3日，米勒迎來生涯首場先發，他主投6局無失分送出7次三振。2012年國家聯盟冠軍賽，米勒3.1局投球失2分，最後紅雀在1勝3敗時連吞3敗被巨人逆轉。
2013年5月10日，他投出生涯首場完封勝。該年他拿下15勝9敗，防禦率3.06。2013年國家聯盟分區賽，米勒從牛棚出發，但他僅出賽1場比賽，並被敲出1轟。
後來紅雀一路闖進到世界大賽，最後2勝4敗輸給紅襪。而米勒在先人王票選上拿下第三名。
2014年，米勒的控球和投球機制開始走樣。這年他拿下10勝9敗，防禦率3.74。2014年國家聯盟分區賽，米勒在第四場登板。然而他在2014年國家聯盟冠軍賽第四場卻一局都投不完，最後紅雀再度敗給巨人。

### 亞特蘭大勇士
2014年11月17日，紅雀將米勒和Tyrell Jenkins交易到勇士，換來傑森·海沃德和Jordan Walden。2015年5月5日，米勒投出99球的完封勝。後來他面對馬林魚投出8.2局的無安打。他在上半季繳出2.07的防禦率，這也讓他順利入選明星賽。
到了下半季，米勒變得一勝難求。他先發時，球隊每9局只能幫他打下2.3分。儘管他繳出14場優質先發，但卻24場連不勝。最後他拿下6勝17敗，防禦率3.02。

### 亞利桑那響尾蛇
2015年12月9日，勇士將米勒和Gabe Speier交易到響尾蛇，換來丹斯比·史瓦森、安德·英希亞提和Aaron Blair。他在2016年球季上半季僅拿下2勝9敗，防禦率7.14。他後來被下放到3A，直到8月底才回到大聯盟。整季他拿下3勝12敗，防禦率6.15。
2017年4月23日，他在比賽中途被換下，隨後被診斷出手肘受傷。後來他進行湯米約翰手術，導致剩餘球季報銷。2018年，他僅先發4場比賽又舊傷復發。最後球季結束後，他未獲球隊續約而成為自由球員。

### 德州遊騎兵
2019年1月9日，米勒與遊騎兵簽下一年合約。該年他拿下1勝3敗，防禦率8.59。最後他在7月4日被球隊釋出。

### 密爾瓦基釀酒人
2019年7月11日，米勒與釀酒人簽下小聯盟約。他在小聯盟共拿下1勝3敗，防禦率4.13。隔年1月27日，他和球隊續簽小聯盟約。8月3日，他宣布退出該年賽季，球季結束後成為自由球員。

### 芝加哥小熊
2021年1月17日，米勒與小熊簽下小聯盟約。他原本在4月中登上大聯盟，但他僅出賽3場便狂丟7分。最後他在5月初被下放到3A，而他在那天還和3個牛棚投手合力上演無安打比賽。後來他在5月26日被指定讓渡，31日成為自由球員。

### 匹茲堡海盜
2021年6月26日，米勒與海盜簽下小聯盟約。他在3A出賽10場比賽，拿下2勝1敗，防禦率3.86。後來他在9月擴編時回到大聯盟。

### 紐約洋基
2022年3月27日，米勒與洋基簽下小聯盟約。他在3A拿下2勝2敗，防禦率1.71。不過他在5月31日還是被球隊釋出。

### 舊金山巨人
2022年6月8日，米勒與巨人簽下小聯盟約。他在9月底回到大聯盟，最後在巨人吞下1敗，防禦率6.43。

### 洛杉磯道奇
2022年12月1日，米勒與道奇簽下一年150萬美元的合約。他在隔年4月25日拿下生涯首次救援成功。整季他拿下3勝0敗，防禦率1.71。

### 底特律老虎
2023年12月22日，米勒與老虎簽下一年3百萬美元的合約。隔年他拿下6勝8敗，防禦率4.53。後來球隊拉上新秀Jackson Jobe，於是將米勒給指定讓渡。最後他在9月29日成為自由球員。

### 重返響尾蛇
2025年2月16日，米勒與響尾蛇簽下小聯盟約。他在3月26日入選大聯盟開季名單。

## 個人生活
米勒有三個姐妹，而他在2022年11月結婚。他的兒子患有罕見的STXBP1腦部病變疾病。

## 外部連結
- 謝比·米勒在美國職棒官網（英语）
- 謝比·米勒在Baseball-Reference.com（大聯盟）（英语）
- 謝比·米勒在Baseball-Reference.com（小聯盟以及海外聯盟）（英语）
- 謝比·米勒在ESPN（MLB）（英语）
- 謝比·米勒在FanGraphs.com（英语）
- 謝比·米勒在Retrosheet（英语）
- 謝比·米勒在The Baseball Cube（英语）
- 薛爾比·米勒的X（前Twitter）
- 薛爾比·米勒的Instagram帳戶
- 薛爾比·米勒在台灣棒球維基館上的頁面（繁體中文）